# Cyrus I
Cyrus I (staropers. 𐎤𐎢𐎽𐎢𐏁; zm. ok. 600 p.n.e.) – władca perski z dynastii Achemenidów, panujący w królestwie Anszanu od ok. 640 p.n.e. do ok. 600 p.n.e., syn Teispesa, ojciec Kambyzesa I i dziadek Cyrusa II Wielkiego. Lennik królestwa Asyrii, zgodnie z zachowaną inskrypcją wysłał swojego syna Arukku z daniną na dwór Aszurbanipala.